# Akademija primijenjenih umjetnosti u Rijeci
Akademija primijenjenih umjetnosti Sveučilišta u Rijeci je ustanova visokoga obrazovanja u umjetnosti u Rijeci. Nalazi se na adresi ulica Slavka Krautzeka 83. Središte je stručnog, umjetničkog istraživanja i jezgra kreativnih ideja u području primijenjene umjetnosti i dizajna, likovne edukacije i kazališnih umjetnosti. Na Akademiji se izvode preddiplomski studiji primijenjenih umjetnosti, likovne pedagogije, glume i medija, kao i odgovarajući diplomski studiji.